# Faites des gosses
 (décembre 2019).
Faites des gosses est une série télévisée comique française en six parties de 52 minutes créée par Diane Clavier et Samantha Mazeras, et diffusée du 8 au 22 janvier 2020 sur France 2.
Le téléfilm J'ai dix ans, programmé en juillet 2020 sur France 2, réalisé par Philippe Lefebvre et scénarisé par Diane Clavier et Samantha Mazeras est dérivé de la série dont il reprend une partie des personnages.

## Synopsis
La série suit trois familles.
Odile et Alexandre forment avec leurs trois enfants, Armand, Brune et Matthieu, une famille « classique » vivant avec Claudine, la mère d'Alexandre, atteinte de la maladie d'Alzheimer.
De leur côté, Anissa et Serge vivent ensemble depuis six mois. Chacun a eu une fille de son côté et elles s'entendent à merveille. Leurs ex-conjoints respectifs sont cependant toujours un peu trop présents dans leur vie.
Enfin, Meï et Chang sont des réfugiés politiques chinois. Ils ont un fils unique : Jean-Paul.

## Fiche technique
- Titre original : Faites des gosses
- Création : Diane Clavier et Samantha Mazeras
- Réalisation : Philippe Lefebvre
- Musique : Philippe Kelly
- Sociétés de production : Elephant Story
- Sociétés de distribution :  France : France 2
- Durée : 6 × 52 minutes
- Date de diffusion :
  -  France : depuis le 8 janvier 2020 sur France 2

## Distribution
- Fred Testot : Serge
- Amelle Chahbi : Anissa
- Linh-Dan Pham : Mei
- Cheng Xiao-Xing : Chang
- Constance Dollé : Odile
- Philippe Lefebvre : Alexandre
- Éva Darlan : Claudine
- Jonathan Lambert : Clément
- François Vincentelli : Arnaud Vapali
- Eléna Plonka : Brune
- Cassiopée Mayance : Anouk
- Alexis Baudry : Jean-Paul
- Luna Lou : Violette
- Achille Potier : Armand
- Nicolas Lecolley : Matthieu
- Stéphane Debac : Emmanuel Ziep
- Julie-Anne Roth : Valérie
- Philippe Uchan : Monsieur Paquet
- Jean-Noël Brouté : Monsieur Chartier
- Franck Capillery : Docteur Bellan
- Antonia de Rendinger : La présidente du groupe de parole catholique
- Max Hertz : L’élève bagarreur

## Épisodes
Les épisodes, sans titres, sont numérotés de un à six.

## Accueil critique
Le magazine belge Moustique juge que la série est « loin d'être caricaturale, [elle] s'adresse à un public large. Si les situations sont souvent drôles et cocasses, l'émotion tient une bonne part dans le récit. Philippe Lefebvre […] met en scène des personnages authentiques qu'on prend plaisir à retrouver sur le petit écran. ».